# შ
Shin (შინ), este cea de-a douăzeci și cincea literă a alfabetului georgian.

## Transliterație
| Literă | Nume | Național | ISO 9984 | Laz | IPA |
| ------ | ---- | -------- | -------- | --- | --- |
| შ      | šin  | Sh sh    | Š š      | Ș ș | /ʃ/ |

## Reprezentare în Unicode
- Asomtavruli Ⴘ : U+10B8
- Mkhedruli și Nuskhuri შ : U+10E8